# Eddie Redmayne
Edward John David "Eddie" Redmayne, OBE (født 6. januar 1982) er en engelsk skuespiller, sanger og model. Han er blandt andet kendt for rollen som Marius Pontmercy i musicalfilmen Les Miserables fra 2012. For rollen som Stephen Hawking i Teorien om alting, vandt Redmayne Oscaren for bedste mandlige hovedrolle i 2015. Samme år blev Redmayne optaget i Order of the British Empire.

## Filmografi

### Film
| År   | Titel                                    | Rolle             |
| ---- | ---------------------------------------- | ----------------- |
| 2006 | Like Minds                               | Alex Forbes       |
| 2006 | The Good Shepherd                        | Edward Jr.        |
| 2007 | Savage Grace                             | Antony Baekeland  |
| 2007 | Elizabeth: The Golden Age                | Anthony Babington |
| 2008 | The Yellow Handkerchief                  | Gordy             |
| 2008 | Den anden søster                         | William Stafford  |
| 2009 | Powder Blue                              | Qwerty Doolittle  |
| 2009 | Glorious 39                              | Ralph Keyes       |
| 2010 | Black Death                              | Osmund            |
| 2011 | Hick                                     | Eddie Kreezer     |
| 2011 | My Week with Marilyn                     | Colin Clark       |
| 2012 | Les Miserables                           | Marius Pontmercy  |
| 2014 | Teorien om alting                        | Stephen Hawking   |
| 2015 | Jupiter Ascending                        | Balem Abrasax     |
| 2016 | The Danish Girl                          | Lili Elbe         |
| 2016 | Fantastiske skabninger og hvor de findes | Newt Scamander    |
| 2018 | Grindelwalds forbrydelser                | Newt Scamander    |
| 2022 | Dumbledores Hemmeligheder                | Newt Scamander    |

### TV
| År   | Titel                     | Rolle             | Noter                            |
| ---- | ------------------------- | ----------------- | -------------------------------- |
| 1998 | Animal Ark                | John Hardy        | Afsnit "Bunnies in the Bathroom" |
| 2003 | Doctors                   | Rob Huntley       | Afsnit "Crescendo"               |
| 2005 | Elizabeth I               | Southampton       | Afsnit "Southampton"             |
| 2008 | Tess of the d'Urbervilles | Angel Clare       | 4 afsnit                         |
| 2010 | Jordens Søjler            | Jack Jackson      | 8 afsnit                         |
| 2012 | Birdsong                  | Stephen Wraysford | Mini-serie, 2 afsnit             |

### Teater
| År        | Titel                       | Rolle           | Teater/Noter                         |
| --------- | --------------------------- | --------------- | ------------------------------------ |
| 2002      | Helligtrekongersaften       | Viola           | Shakespeare's Globe                  |
| 2004      | The Goat, or Who Is Sylvia? | Billy           | Almeida Theatre                      |
| 2008      | Now or Later                | John Jr.        | Royal Court Theatre                  |
| 2009–2010 | Rød                         | Ken             | Donmar Warehouse/John Golden Theatre |
| 2011–2012 | Richard II                  | Kong Richard II | Donmar Warehouse                     |

## Hædersbevisninger
- My Week with Marilyn: Nomineret — BAFTA for Rising Star Award
- Les Miserables: National Board of Review Award for Best Cast
Santa Barbara International Film Festival — Virtuoso Award
Satellite Awards for Best Cast – Motion Picture
Washington D.C. Area Film Critics Association Award for Best Ensemble
Nomineret — Broadcast Film Critics Association Award for Best Acting Ensemble
Nomineret — Phoenix Film Critics Society Award for Best Cast
Nomineret — San Diego Film Critics Society Award for Best Performance by an Ensemble
Nomineret — Satellite Awards for Best Supporting Actor – Motion Picture
Nomineret — Screen Actors Guild Award for Outstanding Performance by a Cast in a Motion Picture
- The Goat, or Who Is Sylvia?: Theatre Awards for Outstanding Newcomer
- Rød: Laurence Olivier Award for Best Actor in a Supporting Role
Tony Award for Best Performance by a Featured Actor in a Play